# Имбабура (провинция)
Имбабура (на испански: Imbabura) е една от 24-те провинции на южноамериканската държава Еквадор. Разположена е в северната част на страната. Общата площ на провинцията е 4615 км², а населението е 470 100 жители (по изчисления за 2019 г.). Провинцията е разделена на 6 кантона, някои от тях са:
1. Антонио Анте
2. Ибара
3. Отавало